# سباستین مونیر
سباستین مونیر (انگلیسی: Sébastien Monier؛ زادهٔ ۱۵ ژوئن ۱۹۸۴) بازیکن فوتبال اهل فرانسه است.